# Pontonema ditlevseni
Pontonema ditlevseni är en rundmaskart. Pontonema ditlevseni ingår i släktet Pontonema, och familjen Oncholaimidae. Arten är reproducerande i Sverige.